# NGC 3926/1
NGC 3926/1 је елиптична галаксија у сазвежђу Лав која се налази на NGC листи објеката дубоког неба.
Деклинација објекта је + 22° 1' 42" а ректасцензија 11h 51m 26,5s. Привидна величина (магнитуда) објекта NGC 3926 износи 14,5 а фотографска магнитуда 15,5. NGC 39261 је још познат и под ознакама NGC 3926A, UGC 6829, MCG 4-28-74, CGCG 127-76, VV 218, NPM1G +22.0349, KCPG 305A, PGC 37079.